# Gnorm Gnat
Gnorm Gnat was een humoristische stripserie gemaakt door Jim Davis gebaseerd op fictieve insecten, voornamelijk een kever. De strip verscheen in de jaren 70 in de krant The Pendleton Times in Pendleton, Indiana, maar Jim Davis slaagde er niet de strip bij een groter publiek bekend te maken. Dit leidde er uiteindelijk toe dat Jim met de stripserie stopte en de meer bekende serie Garfield bedacht.
Mike Peters, de tekenaar van Mother Goose and Grimm, zei later dat Gnorm Gnat nu onderdeel is van een strip-folklore.

## Geschiedenis
Davis ontwikkelde het idee voor de strip terwijl hij assistent was van een andere striptekenaar genaamd Tom Ryan, met wie hij samen aan de strip Tumbleweeds werkte. Davis vond dat hij meer mogelijkheden had voor stripseries met insecten in de hoofdrol. Hij slaagde erin de reeks te verkopen aan The Pendleton Times. Davis benaderde ook enkele grote uitgevers om Gnorm te gaan publiceren, maar zij weigerden. Volgens schrijvers Mark Acey en Scott Nickel bleef Davis enkele jaren afwijzingen voor de strip ontvangen. Davis vertelde later aan de pers dat hij dacht dat insecten grappig waren, maar blijkbaar was er niemand die die mening met hem deelde.
Davis kreeg van een uitgever te horen dat zijn tekenstijl op zich goed was en zijn grappen geweldig, maar dat niemand zich zou kunnen identificeren met een kever. Davis besloot er daarom een punt achter te zetten. In de laatste Gnorm strip tekende hij een enorme voet die Gnorm op het laatste plaatje verpletterde. Daarna ging hij zich bezighouden met Garfield. Sommige media beweren ook dat Davis de Gnorm Gnat strip een beetje zat werd. Een andere journalist suggereerde dat de stelling “niemand kan zich identificeren met een kever” wordt ontkracht door enkele grappen in de stripreeks The Far Side door Gary Larson.
Garfield werd wel een succes. In 1992 refereerde een Garfield boek getiteld Garfield Takes His Licks naar Gnorm als een interne grap. Gnorm Gnat kwam voor in de "Top Tien van strips die Jim Davis probeerde voor Garfield," waarin hij staat tussen "Garfield the Toaster" en "Milt the Incontinent Hamster." In 1997 bevatte een van de Garfield krantenstrips een vlieg die tegen een spin praatte. Jim Davis maakte hierop de opmerking dat hij na bijna 30 jaar eindelijk een strip over insecten gepubliceerd heeft gekregen.
Davis’ medetekenaar Mike Peters is echter van mening dat het goed is dat de Gnorm Gnat het niet heeft gehaald, aangezien hij nu tenminste wordt beschouwd als een “goede mislukking”.

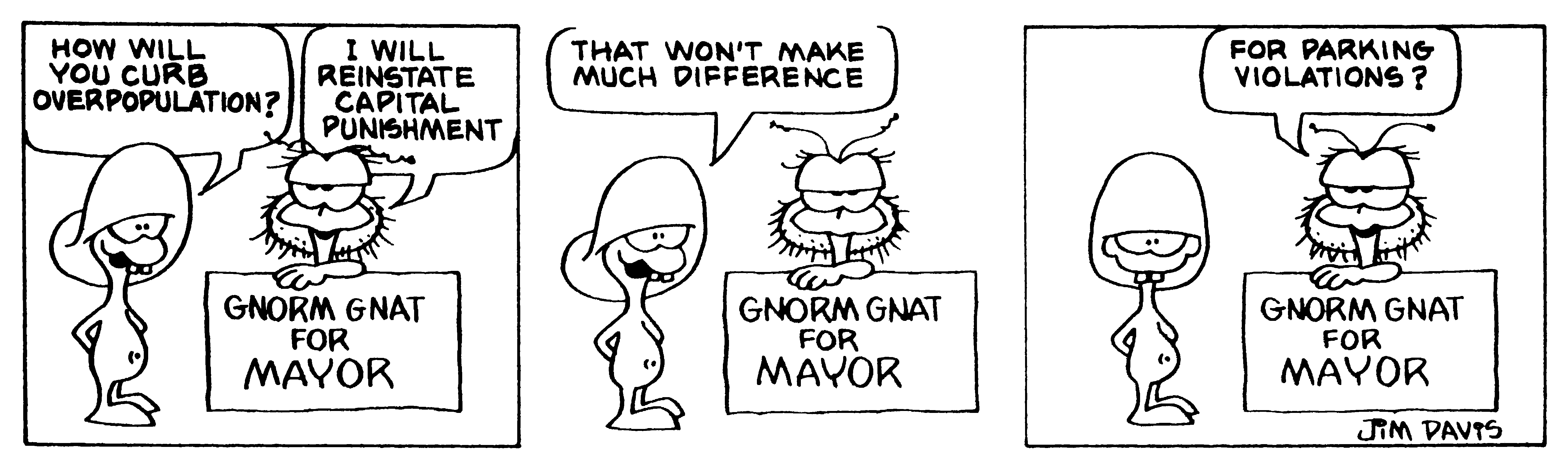
Strip van 16 oktober 1975

## Personages
- Gnorm Gnat: een kever die volgens Davis de “gewone” man moest voorstellen. Hij gedraagt zich soms als het personage Walter Mitty.[2] De stripserie eindigde met zijn dood
- Lyman: een insect met hazetanden en een hoed. Hij werd geacht gestoord te zijn. Davis vernoemde later een personage uit Garfield naar dit insect.[2]
- Freddy: een fruitvlieg die zich continu zorgen maakt over zijn naderende einde.
- Dr. Rosenwurm: een worm die zeer intelligent is.
- Cecil Slug: een slak die enkel werd omschreven als een “dom”karakter.[2]
- Drac Webb: de “schurk” van de serie die andere insecten opat. Een ander soortgelijk personage is Wench Webb.[2]

## Referentie
1. 1 2  Peters, Mike. "Foreword." In 20 Years & Still Kicking!: Garfield's Twentieth Anniversary Collection. By Jim Davis. New York: Ballantine Books, 1998, p. 10.
2. 1 2 3 4 5 6 7  Davis, Jim. 20 Years & Still Kicking!: Garfield's Twentieth Anniversary Collection. New York: Ballantine Books, 1998, p. 14.
3. ↑  Acey, Mark and Scott Nickel, Garfield at 25: In Dog Years I'd Be Dead. New York: Ballantine Books, 2002, p. 14.
4. ↑  Aucoin, Don. "Everyone's favourite fat cat turns 25." The Record. Kitchener, Ontario: June 17, 2003, pg. C.2.
5. ↑  Lenz, Ryan. "Drawing on cartoon cat's success." Packet and Times. Orillia, Ontario: 23 Juli 2003, pg. B.3.
6. ↑  Doup, Liz. "Flabby tabby Garfield is 20." The Gazette. Montréal, Québec: 19 juni 1998, pg. D.7.
7. ↑  Davis, Jim. Garfield Takes His Licks. New York: Ballantine Books, 1992.
8. ↑  Davis, Jim. 20 Years & Still Kicking!: Garfield's Twentieth Anniversary Collection. New York: Ballantine Books, 1998, p. 155.